# Pauli Arbarei
Pauli Arbarei é uma comuna italiana da região da Sardenha, na província da Sardenha do Sul, com cerca de 720 habitantes. Estende-se por uma área de 15 km², tendo uma densidade populacional de 48 hab/km². Faz fronteira com Las Plassas, Lunamatrona, Siddi, Tuili, Turri, Ussaramanna, Villamar.

## Demografia
| Variação demográfica do município entre 1861 e 2011                               |
|                                                                                   |
| Fonte: Istituto Nazionale di Statistica (ISTAT) - Elaboração gráfica da Wikipedia |